# Глория Стюарт
Глория Стюарт (на английски: Gloria Stuart) е американска актриса, участвала в театрални постановки, телевизионни и кино филми. Нейната кариера се простира почти 80 години. Една от най-запомнящите се роли, които е изиграла, е тази на 100-годишната Роуз във филма Титаник на Джеймс Камерън. По ирония на съдбата самата Глория умира на 100 години, на 26 септември 2010 година. За тази си роля е номинирана за Златен глобус и за Оскар и остава най-възрастната актриса, номинирана за Оскар.
Тя публикува своята автобиография „Продължих да се надявам“ (I Just Kept Hoping) през 1999 година и получава звезда на Холивудската Алея на славата през 2000 година.

## Филмография
- Street of Women (1932)
- Back Street (1932)
- The All-American (1932)
- The Old Dark House (1932)
- Airmail (1932)
- Laughter in Hell (1933)
- Sweepings (1933)
- Private Jones (1933)
- The Kiss Before the Mirror (1933)
- The Girl in 419 (1933)
- It's Great to Be Alive (1933)
- Secret of the Blue Room (1933)
- The Invisible Man (1933)
- Roman Scandals (1933)
- Beloved (1934)
- I Like It That Way (1934)
- I'll Tell the World (1934)
- The Love Captive (1934)
- Here Comes the Navy (1934)
- Gift of Gab (1934)
- Maybe It's Love (1935)
- Gold Diggers of 1935 (1935)
- Laddie (1935)
- Professional Soldier (1935)
- The Prisoner of Shark Island (1936)
- The Crime of Dr. Forbes (1936)
- Poor Little Rich Girl (1936)
- 36 Hours to Kill (1936)
- The Girl on the Front Page (1936)
- Wanted: Jane Turner (1936)
- Girl Overboard (1937)
- The Lady Escapes (1937)
- Life Begins in College (1937)
- Change of Heart (1938)
- Rebecca of Sunnybrook Farm (1938)
- Island in the Sky (1938)
- Keep Smiling (1938)
- Time Out for Murder (1938)
- The Lady Objects (1938)
- The Three Musketeers (1939)
- Winner Take All (1939)
- It Could Happen to You (1939)
- Here Comes Elmer (1943)
- The Whistler (1944)
- Enemy of Women (1944)
- She Wrote the Book (1946)
- My Favorite Year (1982)
- Mass Appeal (1984)
- Wildcats (1986)
- Титаник (1997)
- The Titanic Chronicles (1999)
- The Love Letter (1999)
- The Million Dollar Hotel (2000)
- Land of Plenty (2004)

### Телевизия
- The Legend of Lizzie Borden (1975)
- Adventures of the Queen (1975)
- The Waltons (1975)
- Flood! (1976)
- In the Glitter Palace (1977)
- The Incredible Journey of Doctor Meg Laurel (1979)
- The Best Place to Be (1979)
- The Two Worlds of Jennie Logan (1979)
- Merlene of the Movies (1981)
- Убийство по сценарий (1987)
- Shootdown (1988)
- Убийство по сценарий: Последният свободен човек (телевизионен филм) (2001)
- The Invisible Man (2001)
- Touched by an Angel (2001)
- General Hospital (2002/3)
- Miracles (2003)
- A History of Horror with Mark Gatiss (2010)